# Uncarina decaryi
Uncarina decaryi är en sesamväxtart som beskrevs av Jean-Henri Humbert och Ihlenf.. Uncarina decaryi ingår i släktet Uncarina och familjen sesamväxter. Inga underarter finns listade i Catalogue of Life.

## Bildgalleri

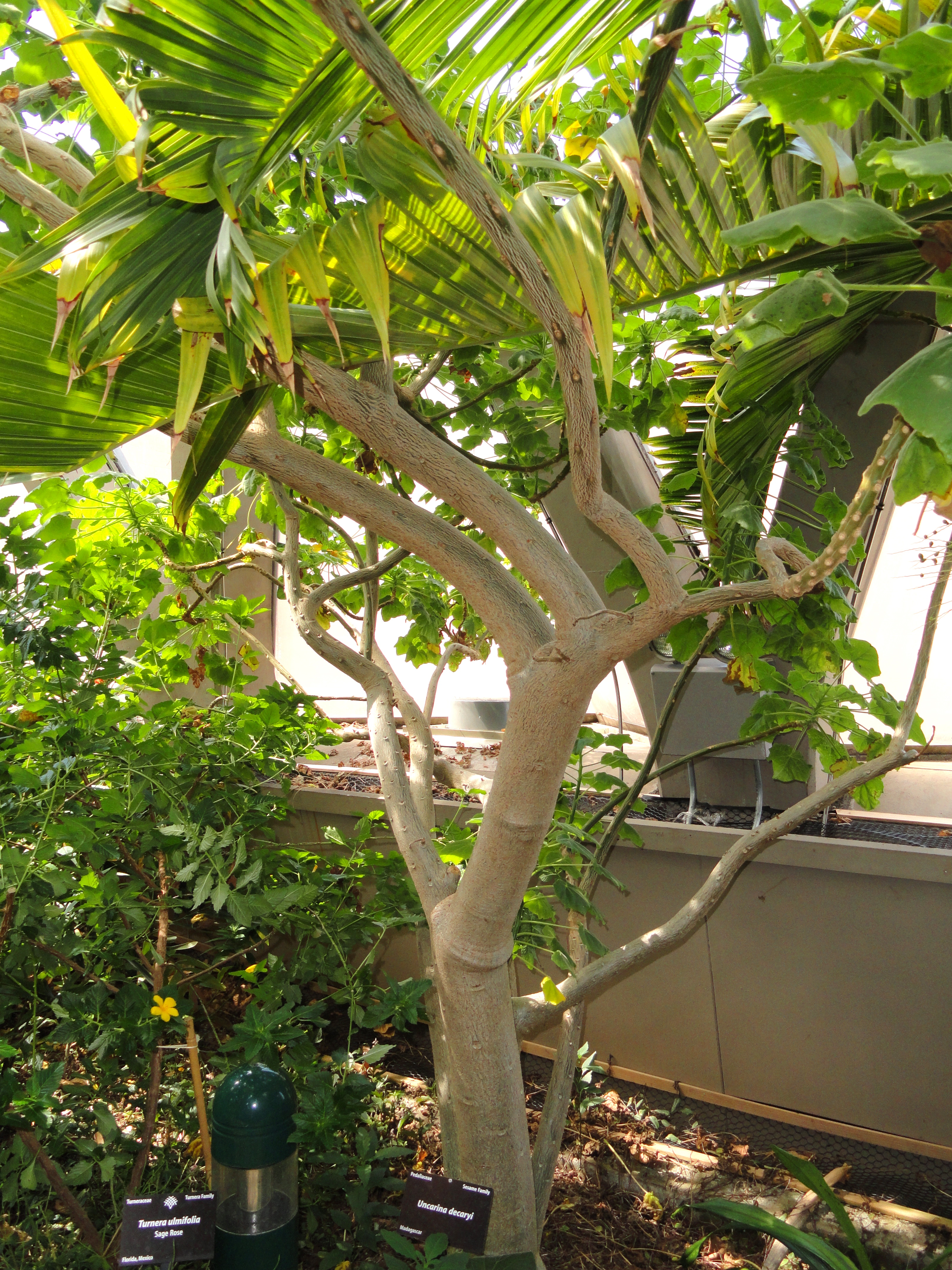
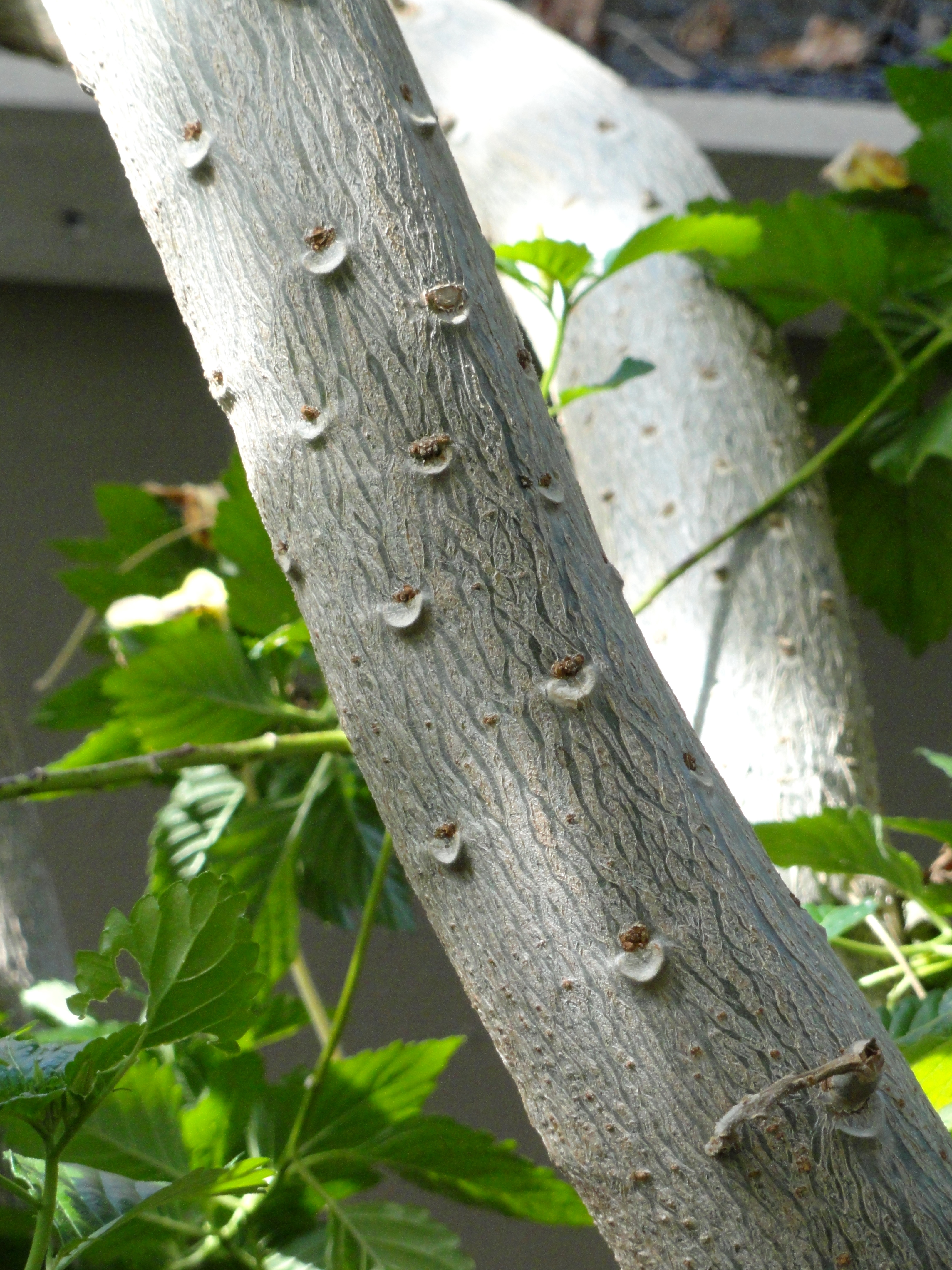
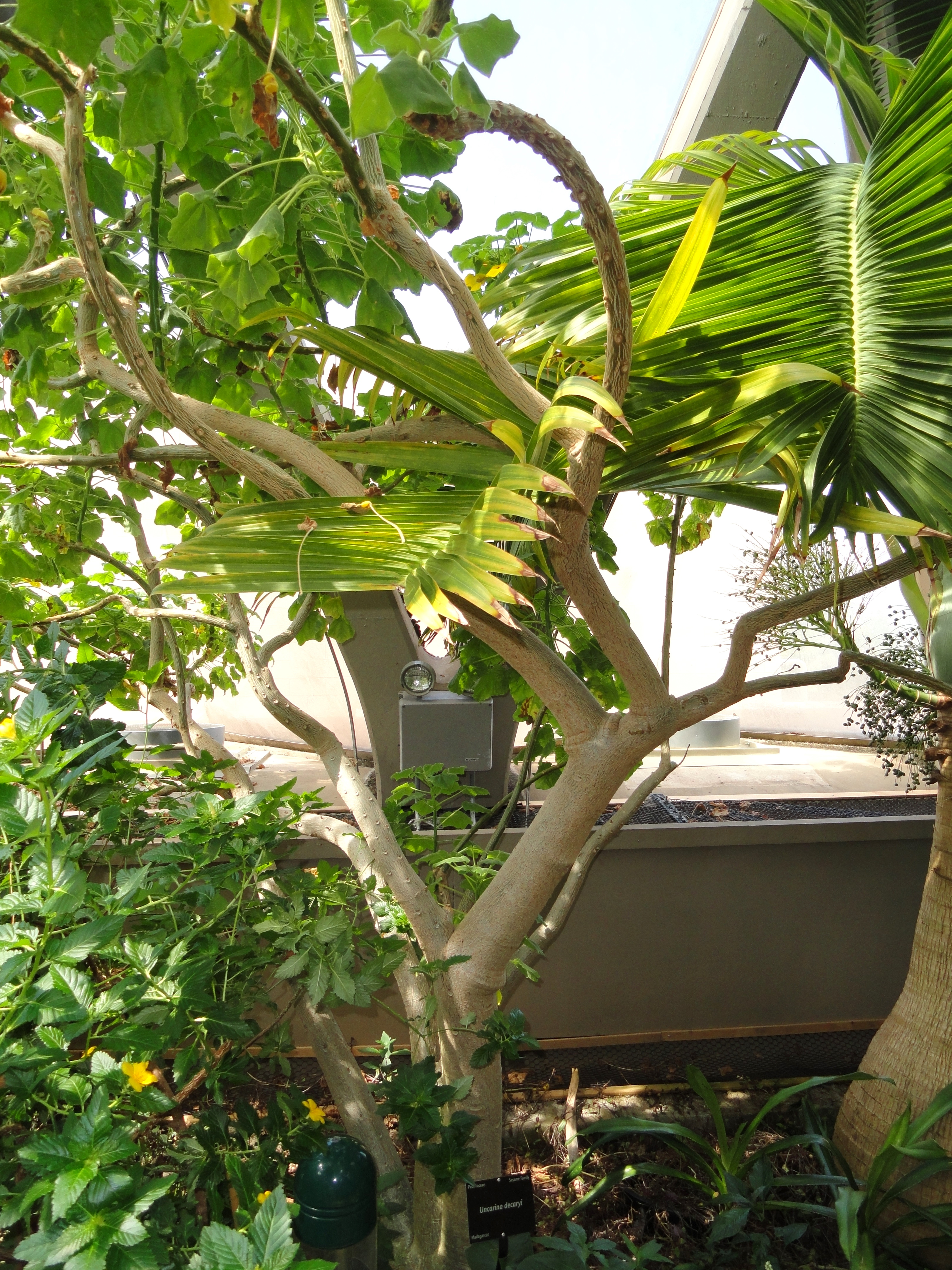
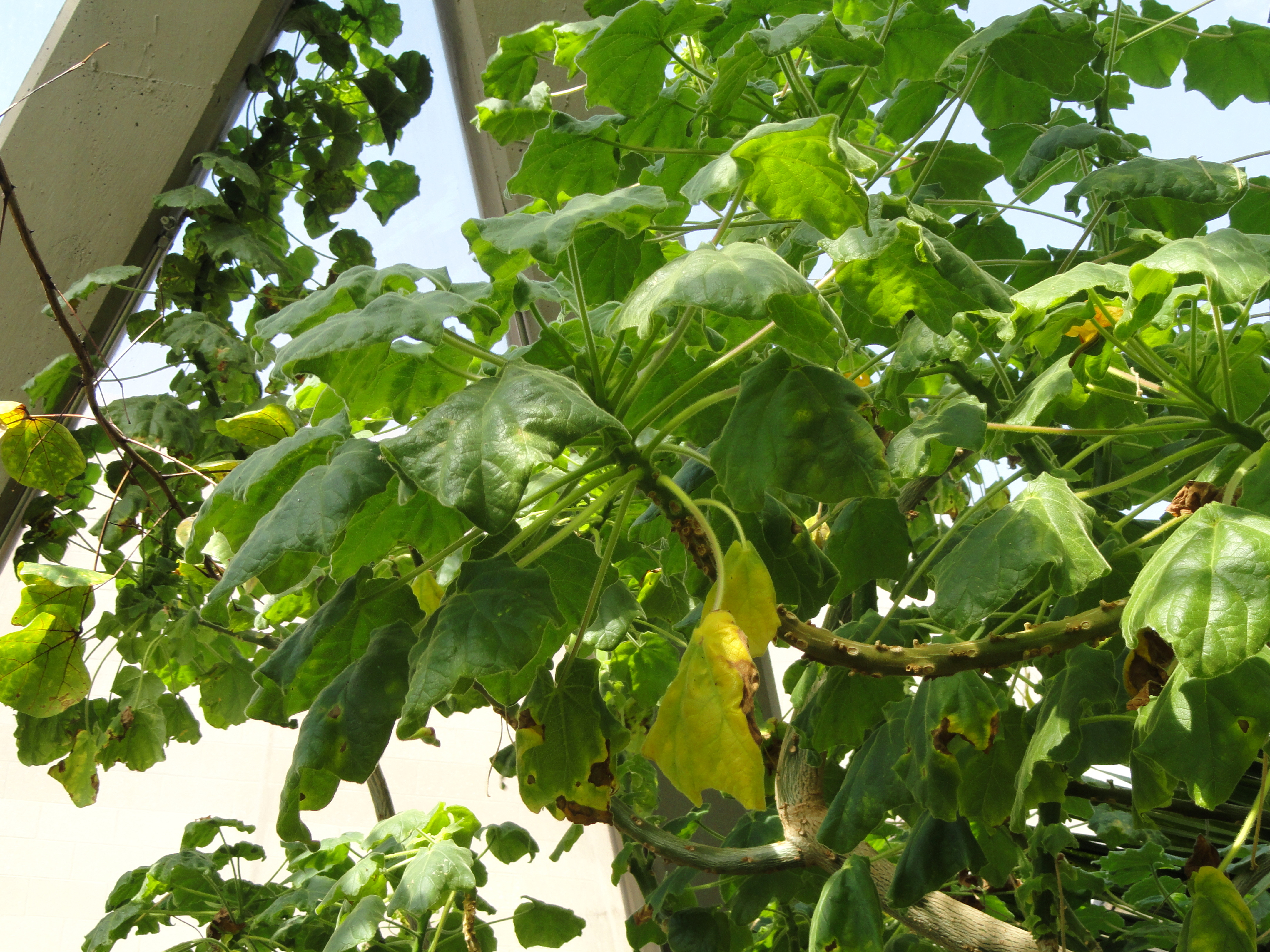
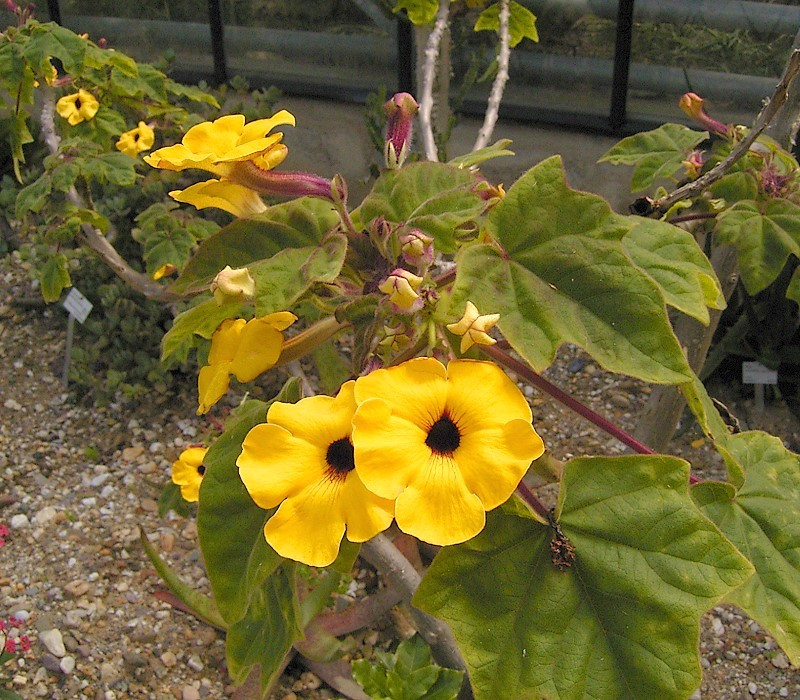
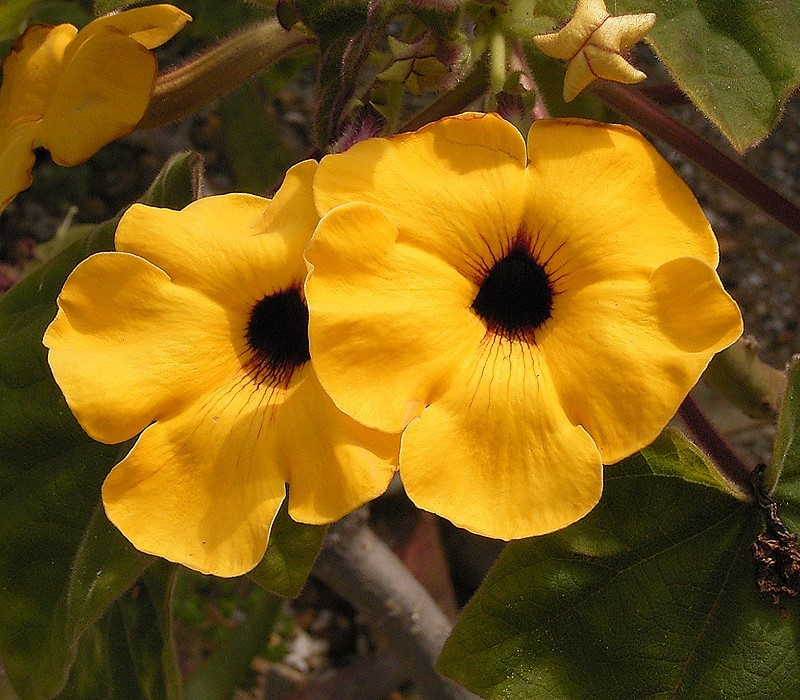